# Góry Baffina
Góry Baffina (ang. Baffin Mountains) – pasmo górskie na Ziemi Baffina i Wyspie Bylota. Wchodzi w skład Pasma Innuickiego. Góry są poprzecinane licznymi wcinającymi się w ląd fiordami. Pozostałość po ostatniej epoce lodowcowej stanowi tu ogromny lodowiec Penny Ice Cap o powierzchni 6000 km². Roślinnością dominującą w górach są mchy i porosty, a także zimnoodporne wełnianki. Góry te zbudowane są głównie z granitów. Najwyższym szczytem Gór Baffina jest Mount Odin (2147 m n.p.m.).

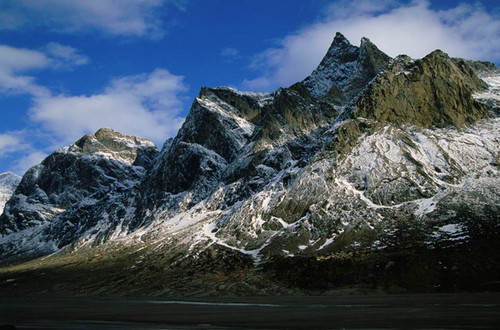
Mount Odin
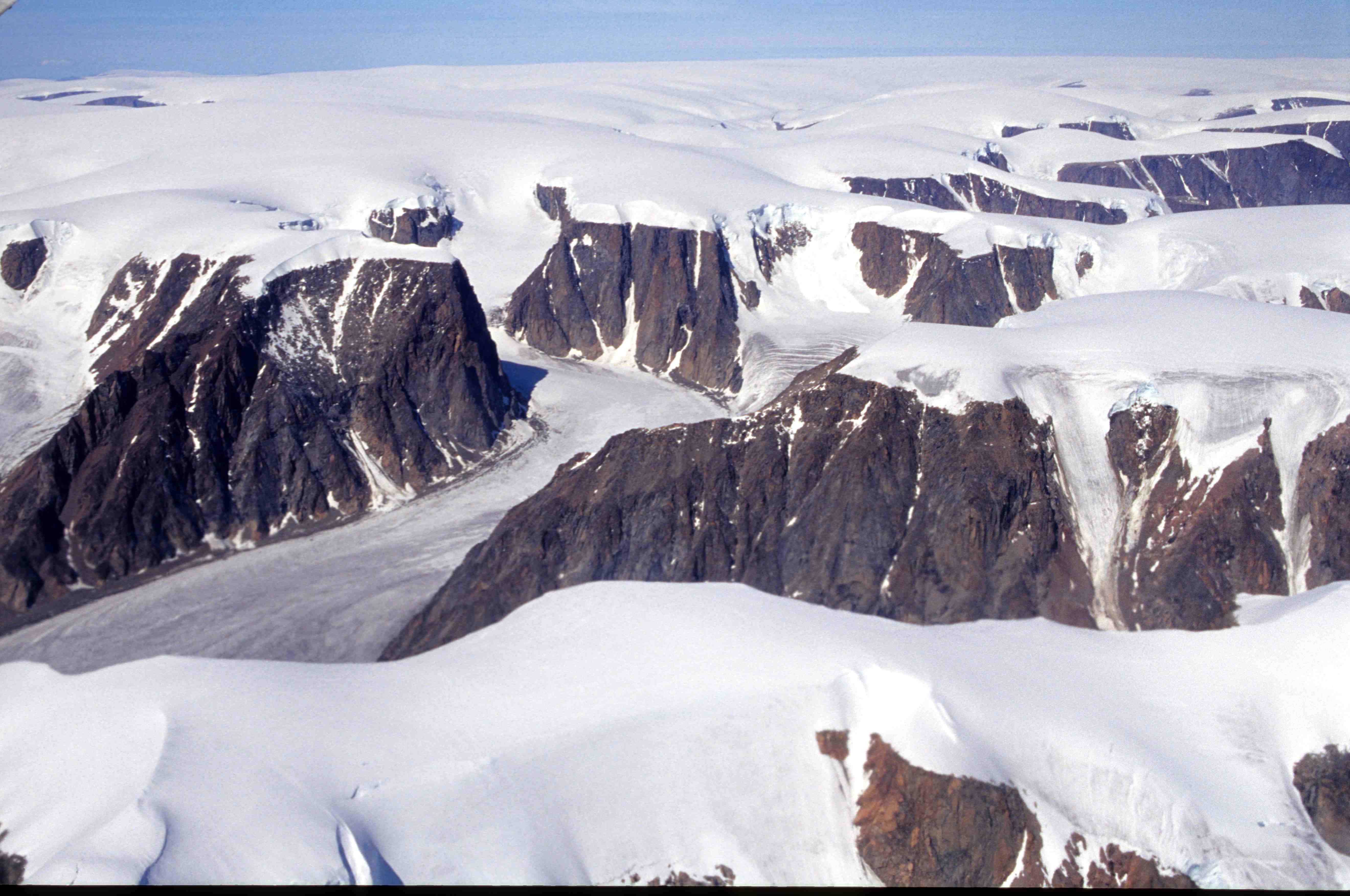
Penny Ice Cap